# Терија ди Контра (Терни)
Терија ди Контра је насеље у Италији у округу Терни, региону Умбрија.
Према процени из 2011. у насељу је живело 17 становника. Насеље се налази на надморској висини од 366 м.